# Zorina
Zorina är en operett av Jules Sylvain med libretto av Per Schytte, pseudonym för de österrikiska manusförfattarna Adolf Schütz och Paul Baudisch. Operetten uppfördes våren 1943 på Kungliga Operan i Stockholm med bland andra Thor Modeen och Isa Quensel i rollerna. 
Den 2 mars 2013 uppfördes den i konsertversion på Kölner Philharmonie efter ett gediget forskningsarbete av chefsdirigenten Niklas Willén. Föreställningen spelades in för tyska radion WDR samt på skiva.
Operetten tilldrar sig på den lilla ön Costadoro i Stilla havet och i handlingen finns bland annat indianflickan Zorina, presidenten Don Pedro och den amerikanske multimiljonären Percy Henderson.

## Melodier
Den mest kända melodin i operetten är Rumba Zorina, som finns i ett antal inspelningar. I ursprungsversionen på Kungliga Operan dansades den av Operabaletten.
Operetten innehåller också en fransk chanson, vilken även förekommer i filmerna Idag gifter sig min man från 1943,  Nyordning på Sjögårda från 1944 och Taxi 13 från 1954.